# جبهه خلق برای آزادی فلسطین – فرماندهی کل
جبهه خلق برای آزادی فلسطین – فرماندهی کل (به عربی: الجبهة الشعبیة لتحریر فلسطین – القیادة العامة) سازمان چپ‌گرای سیاسی و نظامی زیرزمینی فلسطینی است که در سال ۱۹۶۸ توسط احمد جبرئیل با انشعاب از جبهه خلق برای آزادی فلسطین تأسیس شد. این سازمان زیرزمینی در فهرست گروه‌های تروریستی کشورهای آمریکا، اتحادیه اروپا و کانادا و اسرائیل قرار دارد.
این سازمان گروهی مارکسیست و ناسیونالیست است و از سوی ایران (به ویژه در سال‌های اخیر) و سوریه پشتیبانی می‌شود. احمد جبرئیل رهبر این سازمان از ابتدا تاکنون، خلبان نیروی هوایی سوریه بوده است و اکنون در لبنان ساکن است. این سازمان در سوریه تشکیل شده و دفتر مرکزی آن در دمشق و پایگاه نظامی آن در جنوب لبنان قرار دارد و اعضای آن در داخل فلسطین حضور ندارند.

## عملیات‌ها
مهم‌ترین و مخرب‌ترین عملیات‌های این سازمان در دههٔ ۱۹۷۰ و ۱۹۸۰ انجام شده‌اند. جنگجویان آن برای ورود به خاک اسرائیل از وسایل غیرمتعارفی چون بالن و بادپر (گلایدر) موتوری استفاده می‌کنند.
- سه حمله انتحاری همزمان در نزدیکی شهر کریات شمونه در اسرائیل که به کشته شدن ۱۸ نفر انجامید. (۲۷ فوریه ۱۹۷۰)
- بمب‌گذاری در یک هواپیمای مسافربری سوئیسی در مسیر اسرائیل که ۴۷ کشته به‌جا گذاشت. (۱۱ آوریل ۱۹۷۴)

## تاریخچه
احمد جبرئیل از اعضای مؤسس و فرماندهٔ شاخه نظامی جبهه خلق برای آزادی فلسطین بود که در سال ۱۹۶۷ به رهبری جرج حبش تشکیل شد و اختلاف نظر میان او و رهبری این سازمان موجب خروج جبرئیل و هوادرانش و تشکیل سازمان جدید شد. خواستهٔ جبرئیل تمرکز بیشتر بر روی فعالیت‌های نظامی و کاهش فعالیت‌های سیاسی بود با ادامهٔ اختلافات جبرئیل به همراه طرفدارانش در ۱۹۶۸ از سازمان خارج شدند و سازمان جدیدی را با افزودن نام «فرماندهی کل « (قیادة العامه) به اسم سازمان پیشین ایجاد کردند. آن‌ها همچنین شروع به انتشار نشریه‌ای به نام «الی‌الامام» کردند.
این سازمان در ابتدا عضو سازمان آزادی‌بخش فلسطین (ساف) به رهبری یاسر عرفات شد، اما در ۱۹۷۴ در اعتراض به مذاکرات صلح ساف با اسرائیل سازمان را ترک کردند و پس از آن هیچ‌گاه با هیچ گروه دیگر فلسطینی وارد ائتلاف نشده‌اند. گرچه در سال‌های اخیر به عنوان واسطهٔ تحویل تجهیزات ضدهوایی و دیگر سلاح‌های سنگین به حماس و جهاد اسلامی فلسطین عمل کرده‌اند.

## جنگ داخلی سوریه
با آغاز جنگ داخلی سوریه نیروهای جبهه خلق برای آزادی فلسطین – فرماندهی کل در حمایت از متحد دیرین خود یعنی حزب بعث سوریه و دولت اسد وارد نبرد شدند. این تصمیم باعث مناقشات شدیدی در رهبری حزب و درگیری‌هایی بین نیروهای سازمان و فلسطینیان مخالف اسد شد.
در ۵ ژوئن ۲۰۱۱ در روز نسکه (روز الحاق کرانه باختری و غزه به اسراییل) تعدادی از فلسطینیان مقیم سوریه که در مقابل مرز اسرائیل در جولان به تجمع اعتراضی پرداخته بودند کشته شدند و در مراسم تشییع جنازه آنها که در اردوگاه یرموک دمشق برگزار می‌شد عزاداران به دفتر مرکزی جبهه خلق حمله‌ور شده و نظامیان جبهه خلق به روی آنها آتش گشوده و موجب مرگ ۱۴ نفر شدند. در ۵ دسامبر نبردی خونینی بین نیروهای ارتش سوریه و جبهه خلق از یک سو وارتش آزاد و گروه‌های فلسطینی مخالف اسد در یرموک درگرفت که در ۱۷ دسامبر به پیروزی شورشیان و فرار جبرئیل به شهر طرسوس منجر شد. گزارش شده که بسیاری از نیروهای جبهه خلق نیز در جریان این حوادث از این سازمان جدا شده و به جمع شورشیان پیوسته‌اند. محمود عباس، رئیس تشکیلات خودگردان فلسطین، احمد جبرئیل را به دلیل کشاندن فلسطینیان به جنگ داخلی سوریه مورد انتقاد قرار داده و مجلس ملی فلسطین نیز اعلام کرده که جبرئیل به دلیل نقشی که در این حوادث داشته از این مجلس اخراج شده است.

## دگذشت جبریل
احمد جبریل در ژوئیه ۲۰۲۱ درگذشت. پس از وی طلال ناجی به عنوان دبیرکل جبهه انتخاب شد.

## دستگیری دبیر کل
طلال ناجی، دبیرکل جبهه مردمی آزادی فلسطین – فرماندهی کل در روز شنبه ۱۳ اردیبهشت طبق درخواست مقامات امنیتی به یکی از شعبه‌های امنیتی دمشق مراجعه کرد و در آنجا بازداشت شد. دولت احمد الشرع پس از رسیدن به قدرت فشارهایی بر جبهه وارد کرده که شامل «ممنوعیت از انجام فعالیت سیاسی، مصادره دفاتر، و ممنوعیت از فعالیت‌های تجاری و سرمایه‌گذاری بوده است.